# یونگجو
یونگجو
شهر یونگجو (به کره‌ای: 영주) (به انگلیسی: Yeongju) با جمعیت ۱۱۴٫۰۸۱ نفر در ایالت جئونسانگبوک-دو در کشور کره‌جنوبی واقع شده‌است.
نیروگاه هسته‌ای هانول، سومین نیروگاه بزرگ هسته‌ای دنیا در این شهر قرار دارد.

## نگارخانه

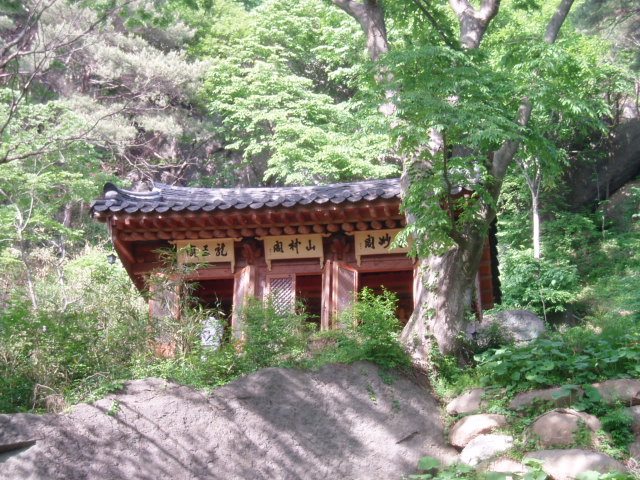
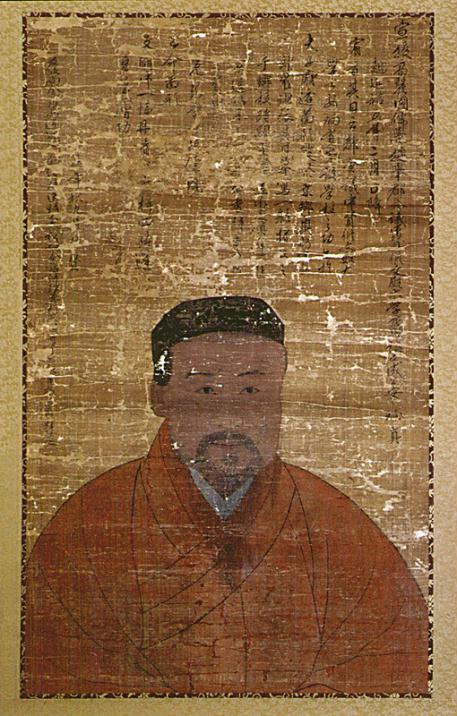
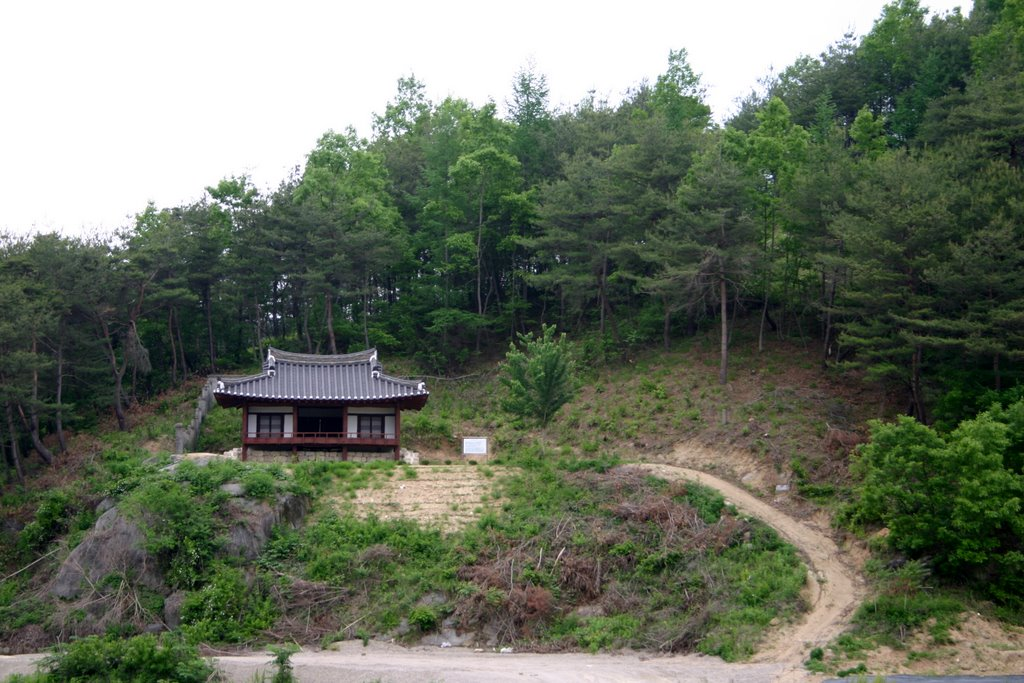
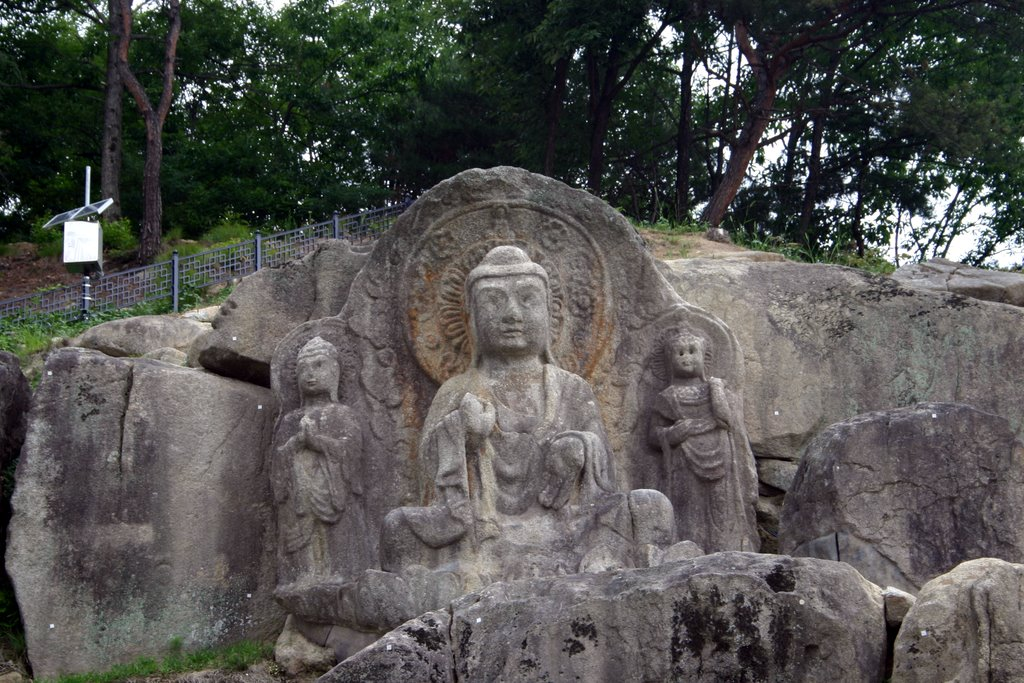